# Gabriela Chmelinová
Gabriela Chmelinová; bis 2008 Gabriela Navrátilová (* 2. Juni 1976), ist eine ehemalige tschechische Tennisspielerin.

## Karriere
Chmelinová spielte bis 2003 hauptsächlich ITF-Turniere in Europa. Ab 2004 spezialisierte sie sich auf die Doppelkonkurrenz und trat auch auf der WTA Tour an.
2005 feierte sie ihren größten Erfolg bei einem Grand-Slam-Turnier, als sie zusammen mit Michaela Paštiková bei den Australian Open ins Halbfinale einzog. Ein Titelgewinn auf der WTA Tour blieb ihr trotz sechs Finalteilnahmen verwehrt.
Auf dem ITF Women’s Circuit gewann sie insgesamt 55 Doppeltitel. Zwischen 2004 und 2007 beendete Chmelinová jede Saison in den Top 100 der Doppelweltrangliste der WTA, ihre beste Platzierung erreichte sie im Juli 2005 mit Rang 32. Ende 2008 beendete sie ihre Profikarriere.
Im November 2014 gab sie ein Comeback bei einem ITF-Turnier in Polen; sie erreichte dort an der Seite von Karolína Muchová auf Anhieb das Finale. Es blieb aber bei diesem einen Auftritt.

## Erfolge

### Einzel

#### Turniersiege
| Nr. | Datum        | Turnier  | Kategorie   | Belag             | Finalgegnerin     | Ergebnis              |
| --- | ------------ | -------- | ----------- | ----------------- | ----------------- | --------------------- |
| 1.  | Juni 1996    | Bastad   | ITF $10.000 | Sand              | Sofia Finer       | 6:3, 6:3              |
| 2.  | Januar 1997  | Helsinki | ITF $10.000 | Hartplatz (Halle) | Stephanie Rottier | 3:6, 6:4, 2:2 Aufgabe |
| 3.  | Juli 1999    | Brüssel  | ITF $10.000 | Sand              | Eszter Molnar     | 7:5, 6:0              |
| 4.  | Februar 2000 | Mallorca | ITF $10.000 | Sand              | Paula Garcia      | 6:1, 2:6, 6:3         |
| 5.  | Oktober 2001 | Makarska | ITF $10.000 | Sand              | Dominika Luzarová | 5:7, 6:3, 7:5         |

### Doppel

#### Turniersiege
| Nr. | Datum          | Turnier              | Kategorie     | Belag             | Partnerin            | Finalgegnerinnen                            | Ergebnis                |
| --- | -------------- | -------------------- | ------------- | ----------------- | -------------------- | ------------------------------------------- | ----------------------- |
| 1.  | August 1996    | Valašské Meziříčí    | ITF $10.000   | Sand              | Sabina Radevicova    | Ľudmila Cervanová Zuzana Váleková           | 6:7, 6:3, 6:3           |
| 2.  | Januar 1997    | Helsinki             | ITF $10.000   | Hartplatz (Halle) | Olga Vymetálková     | Maaike Koutstaal Anna Linkova               | 6:2, 6:1                |
| 3.  | Juni 1997      | Doksy                | ITF $10.000   | Sand              | Jana Macurová        | Kateřina Kroupová Jana Ondrouchova          | 6:2, 6:2                |
| 4.  | Februar 1998   | Istanbul             | ITF $10.000   | Teppich (Halle)   | Adrienn Hegedűs      | Olga Vymetálková Hana Šromová               | 6:4, 4:6, 6:2           |
| 5.  | Februar 1999   | Faro                 | ITF $10.000   | Hartplatz         | Olga Vymetálková     | Marina Escobar-Martinez Debby Haak          | 6:2, 3:6, 6:4           |
| 6.  | März 1999      | Albufeira            | ITF $10.000   | Hartplatz         | Olga Vymetálková     | Nino Louarsabishvili Kristina Triska        | 6:3, 6:2                |
| 7.  | April 1999     | Makarska             | ITF $10.000   | Sand              | Olga Vymetálková     | Gréta Arn Petra Mandula                     | 0:6, 6:3, 7:6           |
| 8.  | Juni 1999      | Doksy                | ITF $10.000   | Sand              | Milena Nekvapilová   | Rochelle Rosenfield Anna Bieleń-Żarska      | 2:6, 6:3, 6:4           |
| 9.  | Juli 1999      | Brüssel              | ITF $10.000   | Sand              | Olga Vymetálková     | Andrea Šebová Silvia Urickova               | 6:3, 6:0                |
| 10. | August 1999    | Toruń                | ITF $10.000   | Sand              | Petra Raclavská      | Patrycja Bandurowska Vanessa Krauth         | 6:4, 6:3                |
| 11. | August 1999    | Valašské Meziříčí    | ITF $10.000   | Sand              | Petra Raclavská      | Libuše Průšová Anna Bieleń-Żarska           | 7:5, 2:6, 6:3           |
| 12. | Oktober 1999   | Fiumicino            | ITF $10.000   | Sand              | Olga Vymetálková     | Stefanie Haidner Katalin Miskolczi          | 6:3, 6:3                |
| 13. | Oktober 1999   | Pilsen               | ITF $10.000   | Sand              | Olga Vymetálková     | Alena Paulenková Magdalena Zděnovcová       | 6:1, 6:2                |
| 14. | November 1999  | Stupava              | ITF $10.000   | Hartplatz (Halle) | Hana Šromová         | Alena Paulenková Radka Zrubáková            | 6:1, 6:0                |
| 15. | November 1999  | Schlieren            | ITF $10.000   | Teppich (Halle)   | Olga Vymetálková     | Hana Šromová Helena Vildová                 | 6:2, 4:6, 7:5           |
| 16. | November 1999  | Mallorca             | ITF $10.000   | Sand              | Petra Raclavská      | Patricia Aznar Yolanda Clemot-Lerendegui    | 6:0, 6:3                |
| 17. | November 1999  | Mallorca             | ITF $10.000   | Sand              | Petra Raclavská      | Beatriz Cabrera-Rosendo Helena Ejeson       | 6:0, 7:5                |
| 18. | Februar 2000   | Mallorca             | ITF $10.000   | Sand              | Jana Macurová        | Alena Paulenková Andrea Šebová              | 6:2, 6:1                |
| 19. | März 2000      | Lissabon             | ITF $10.000   | Sand              | Olga Vymetálková     | Jekaterina Koschokina Marina Samolenko      | 6:1, 6:0                |
| 20. | Dezember 2000  | Mallorca             | ITF $10.000   | Sand              | Lenka Novotná        | Erica Krauth Vanessa Krauth                 | 4:1, 4:2, 5:3           |
| 21. | Dezember 2000  | Prag                 | ITF $10.000   | Hartplatz (Halle) | Olga Vymetálková     | Iveta Benešová Lenka Novotná                | 5:3, 2:4, 0:4, 4:1, 4:2 |
| 22. | Februar 2001   | Faro                 | ITF $10.000   | Hartplatz         | Olga Vymetálková     | Daniela Klemenschits Sandra Klemenschits    | 6:0, 6:2                |
| 23. | April 2001     | Makarska             | ITF $10.000   | Sand              | Petra Raclavská      | Zuzana Hejdová Mervana Jugić-Salkić         | 1:6, 6:2, 6:3           |
| 24. | April 2001     | Hvar                 | ITF $10.000   | Sand              | Petra Raclavská      | Natalia Galouza Lotty Seelen                | 3:6, 6:1, 6:3           |
| 25. | Mai 2001       | Nitra                | ITF $10.000   | Sand              | Petra Raclavská      | Kristína Michaláková Katarína Kachlíková    | 6:4, 6:0                |
| 26. | August 2001    | Maribor              | ITF $25.000   | Sand              | Olga Vymetálková     | Katarina Mišić Mariam Ramón Climent         | 6:2, 6:2                |
| 27. | Oktober 2001   | Pilsen               | ITF $10.000   | Teppich           | Olga Vymetálková     | Daniela Klemenschits Sandra Klemenschits    | 6:2, 6:3                |
| 28. | Oktober 2001   | Makarska             | ITF $10.000   | Sand              | Dominika Luzarová    | Lenka Novotná Pavlina Ticha                 | 6:2, 7:5                |
| 29. | Dezember 2001  | Prag                 | ITF $10.000   | Hartplatz (Halle) | Olga Vymetálková     | Zuzana Hejdová Renata Kučerová              | 6:2, 6:3                |
| 30. | März 2002      | Cholet               | ITF $10.000   | Sand              | Caroline Maes        | Leslie Butkiewicz Patty Van Acker           | 4:1 Aufgabe             |
| 31. | Mai 2002       | Rijeka               | ITF $10.000   | Sand              | Dominika Luzarová    | Yvonne Meusburger Jenny Zika                | 6:3, 3:6, 6:3           |
| 32. | Juni 2002      | Vaduz                | ITF $25.000   | Sand              | Olga Vymetálková     | Yevgenia Savranska Stefanie Weis            | 7:5, 6:1                |
| 33. | August 2002    | Bad Saulgau          | ITF $10.000   | Sand              | Blanka Kumbarova     | Jana Macurová Lenka Novotná                 | 6:2, 6:0                |
| 34. | August 2002    | Valašské Meziříčí    | ITF $10.000   | Sand              | Renata Kučerová      | Milena Nekvapilová Hana Šromová             | 6:4, 6:1                |
| 35. | September 2002 | Denain               | ITF $50.000   | Sand              | Olga Vymetálková     | Julija Bejhelsymer Claudine Schaul          | 6:3, 6:0                |
| 36. | September 2002 | Tiflis               | ITF $25.000   | Sand              | Eva Birnerová        | Gulnara Fattachetdinowa Marija Kondratjewa  | 6:4, 6:0                |
| 37. | Oktober 2002   | Trenčianske Teplice  | ITF $10.000   | Sand              | Jana Macurová        | Milena Nekvapilová Hana Šromová             | 2:1 Aufgabe             |
| 38. | November 2002  | Mexiko-Stadt         | ITF $25.000   | Hartplatz         | Olga Vymetálková     | Tina Hergold Vanessa Webb                   | 3:6, 6:3, 6:4           |
| 39. | November 2002  | Puebla               | ITF $25.000   | Hartplatz         | Olga Vymetálková     | Jorgelina Cravero Melissa Torres-Sandoval   | 6:1, 4:6, 7:64          |
| 40. | April 2003     | Dinan                | ITF $50.000   | Sand (Halle)      | Michaela Paštiková   | Gulnara Fattachetdinowa Galina Fokina       | 1:6, 6:2, 6:3           |
| 41. | April 2003     | Hvar                 | ITF $10.000   | Sand (Halle)      | Jana Macurová        | İpek Şenoğlu Vladimíra Uhlířová             | 6:4, 3:6, 6:1           |
| 42. | Oktober 2003   | Opole                | ITF $25.000   | Teppich (Halle)   | Olga Vymetálková     | Zuzana Hejdová Hana Šromová                 | 6:4, 6:3                |
| 43. | November 2003  | Mumbai               | ITF $25.000   | Hartplatz         | Hana Šromová         | Rushmi Chakravarthi Sai-Jayalakshmy Jayaram | 6:1, 6:1                |
| 44. | Februar 2004   | Belfort              | ITF $25.000   | Hartplatz (Halle) | Olga Vymetálková     | Kim Kilsdonk Sophie Lefèvre                 | 6:3, 6:2                |
| 45. | Februar 2004   | St. Ulrich in Gröden | ITF $75.000   | Teppich (Halle)   | Olga Vymetálková     | Ljubomira Batschewa Angelika Roesch         | 6:1, 6:3                |
| 46. | Juli 2004      | Toruń                | ITF $25.000   | Sand              | Kyra Nagy            | Angelique Kerber Marta Lesniak              | 6:4, 7:62               |
| 47. | Juli 2004      | Les Contamines       | ITF $25.000   | Hartplatz         | Caroline Dhenin      | Evie Dominikovic Rita Kuti-Kis              | 6:4, 6:3                |
| 48. | August 2004    | Modena               | ITF $75.000   | Sand              | Michaela Paštiková   | Ljubomira Batschewa Eva Birnerová           | 6:2, 6:3                |
| 49. | November 2004  | Průhonice            | ITF $25.000   | Hartplatz (Halle) | Michaela Paštiková   | Lucie Hradecká Sandra Kleinová              | 6:3, 6:3                |
| 50. | Juli 2005      | Fano                 | ITF $75.000   | Sand              | Michaela Paštiková   | Stefanie Haidner Valentina Sulpizio         | 6:2, 6:0                |
| 51. | Dezember 2005  | Přerov               | ITF $25.000   | Teppich (Halle)   | Lucie Hradecká       | Gréta Arn Margit Rüütel                     | 3:6, 6:4, 6:4           |
| 52. | Dezember 2005  | Dubai                | ITF $75.000+H | Hartplatz         | Hana Šromová         | Jekaterina Makarowa Olga Panowa             | 7:5, 6:4                |
| 53. | August 2006    | Rimini               | ITF $50.000   | Sand              | Mervana Jugić-Salkić | Kazjaryna Dsehalewitsch Jekaterina Lopes    | 6:3, 1:6, 6:2           |

#### Finalteilnahmen
| Nr. | Datum            | Turnier  | Kategorie    | Belag           | Partnerin          | Finalgegnerinnen                | Ergebnis       |
| --- | ---------------- | -------- | ------------ | --------------- | ------------------ | ------------------------------- | -------------- |
| 1.  | 6. März 2004     | Acapulco | WTA Tier III | Sand            | Tschechien         | Australien Venezuela            | 6:2, 6:75, 4:6 |
| 2.  | 17. April 2004   | Oeiras   | WTA Tier IV  | Sand            | Olga Blahotová     | Schweiz Slowakei                | 3:6, 2:6       |
| 3.  | 15. Januar 2005  | Canberra | WTA Tier V   | Hartplatz       | Tschechien         | Italien Slowenien               | 5:7, 6:1, 4:6  |
| 4.  | 16. Juli 2005    | Modena   | WTA Tier IV  | Sand            | Michaela Paštiková | Ukraine Bosnien und Herzegowina | 2:6, 0:6       |
| 5.  | 10. Februar 2007 | Paris    | WTA Tier II  | Teppich (Halle) | Tschechien         | Cara Black Südafrika            | 2:6, 0:6       |
| 6.  | 28. April 2007   | Budapest | WTA Tier III | Sand            | Martina Müller     | Ungarn Tschechien               | 5:7, 2:6       |